# Exposure (album d'Esperanza Spalding)
Pour les articles homonymes, voir Exposure.
Albums de Esperanza Spalding
Emily's D+Evolution
(2016) 12 Little Spells
(2018)
Exposure est un album de la chanteuse et contrebassiste américaine Esperanza Spalding, créé et enregistré en direct en 77 heures, et paru en nombre limité de copies en décembre 2017 chez Concord Records.

## À propos de l'album

### Projet
« Je me suis rendue compte que j'improvise mieux quand je n'ai pas le temps d'évaluer, de juger, d'avoir des doutes ou même de planifier. D'après mon expérience, plus il y a de temps entre l'inspiration et les étapes de développement, de formulation, de peaufinage pour le public, plus on s'éloigne de la magie initiale survenue au moment de l'inspiration. »

— Esperanza Spalding.
Durant l'été 2017, Spalding annonce vouloir créer enregistrer un album, qu'elle intitule Exposure (« Exposition », dans le sens de s'exposer au regard d'autrui), en 77 heures dans un studio de Los Angeles
à partir du 12 septembre 2017. Le processus sera diffusé en live sur Facebook, y compris les repas et les moments de repos,,. Il s'agit d'une expérience entre le marathon d'enregistrement et la performance, montré à la manière d'une émission de téléréalité.
C'est l'occasion pour la musicienne de prendre du recul sur son travail et de créer sans contraintes commerciales imposées par une maison de disque.
Le livestream cumule 1,4 million de vues. Esperanza Spalding est entourée de ses musiciens et secondée par une équipe de techniciens qui lui permettent d'enregistrer ses idées au fur et à mesure.

### Préparation
« Je peux me tromper pendant Exposure et me casser la figure, mais je crois que c'est dans ce contexte que je peux donner le meilleur. »

— Esperanza Spalding.

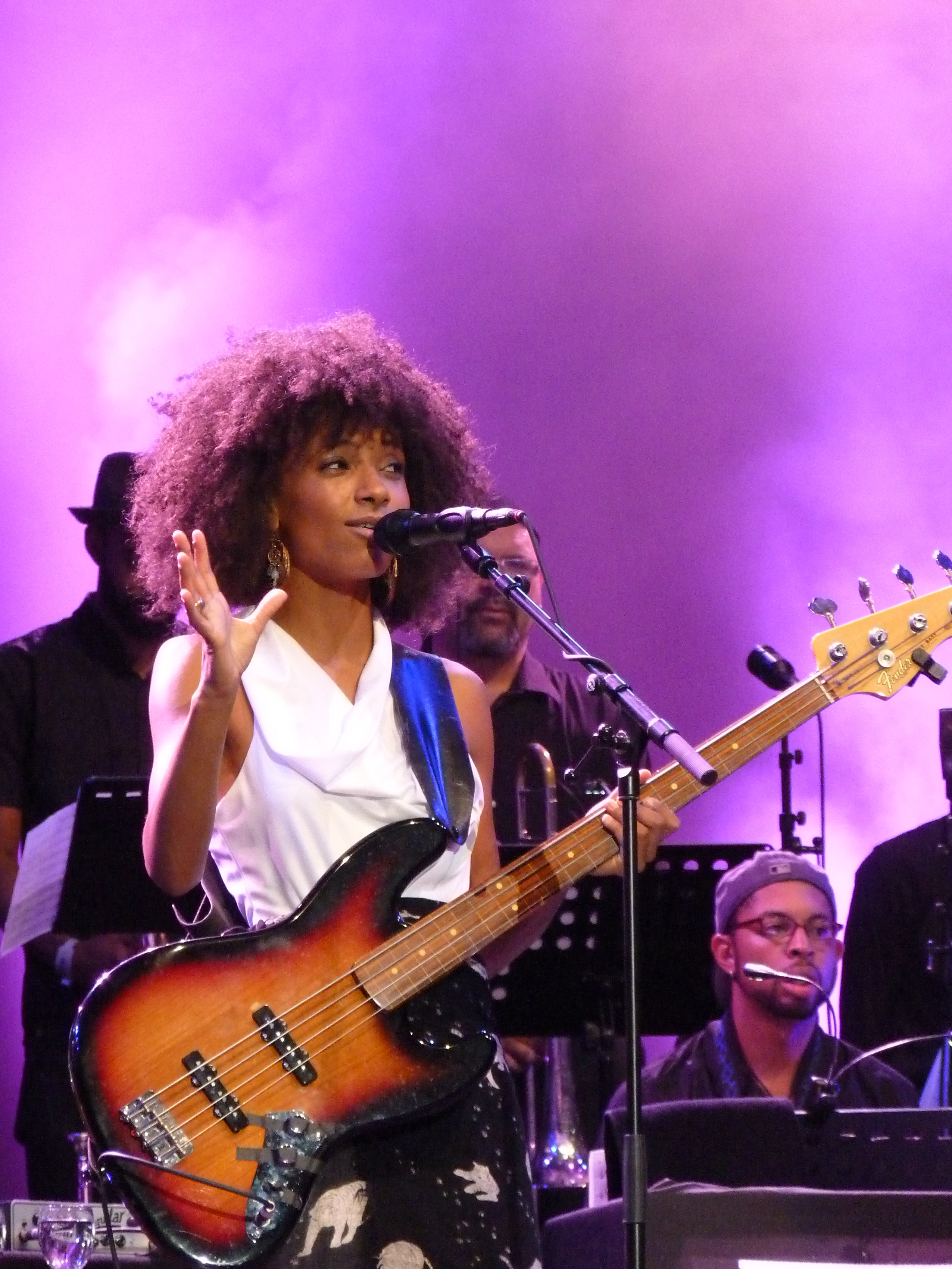
Esperanza Spalding en 2012.

Si aucune musique n'a été préparé à l'avance, Spalding s'est livré à quelques répétitions du processus : quelques sessions voix-contrebasse pendant lesquelles elle s'est entrainée à composer rapidement, et donc souvent avec plus de simplicité et avec moins d'autocensure. Ces sessions sont présentées sur Undeveloped, un deuxième disque accompagnant Exposure,.

### Commercialisation

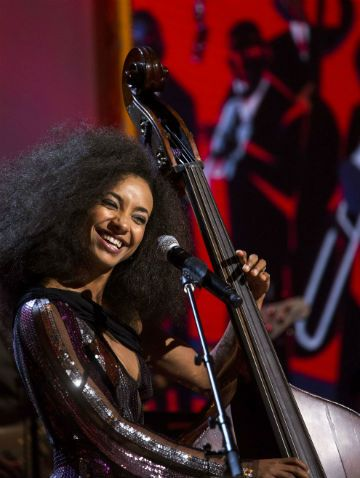
Esperanza Spalding à la Maison-Blanche en 2015.

L'album passe en mixage et en mastering dans les semaines suivant la performance.
Concord Records diffuse uniquement 7 777 copies de l'album, format CD et vinyle, chaque copie contenant un bout des papiers sur lequel Spalding a esquissé la musique ou les paroles. L'album est exclu des plateformes de streaming, à l'exception d'Oiid, qui obtient les droits exclusifs,. L'intégralité des copies s'est vendu en prévente avant la fin des 77 heures,.

## La musique
L'album s'inscrit dans la lignée de Emily's D+Evolution, avec un mélange de différents genres : jazz fusion, soul et pop progressive,.
Sur Public Trance It on peut entendre un des riffs les plus puissants de Spalding. Heaven in Pennies commence par des sonorités de pop baroque, avant d'enchainer sur un rock rêveur plein de réverb, pour finalement laisser place à un fulgurant solo de piano de Robert Glasper. Coming to Life repose en bonne partie sur la voix de contralto de Lalah Hathaway, sans paroles, et sur la guitare acoustique de Matthew Stevens,. Sur Geriment, des accords de marche au piano accompagnent la voix aérienne de la chanteuse, ici aussi sans paroles.

## Réception critique
Pour Pitchfork, l'album tient la route au-delà de la performance. Kevin Le Gendre de Jazzwise partage cet avis : « la musique tient d'elle-même avec cohérence, la force mélodique de Spalding est constante et la production sans fioritures ». On peut lire sur The Lawrentian (en) : « les fans de D+Evolution apprécieront très probablement [Exposure], qui va dans une direction similaire ; mais n'attendez pas la même cohésion […] que dans le précédent. On peut se rendre compte que l'album a été enregistré en 77 heures, ce qui ne diminue en rien sa qualité ».

## Liste des titres
Toutes les chansons sont écrites et composées par Esperanza Spalding.
| No  | Titre                                        | Durée |
| --- | -------------------------------------------- | ----- |
| 1.  | Swimming Toward the Black Dot                | 4:52  |
| 2.  | Public Trance It                             | 4:34  |
| 3.  | Heaven in Pennies (avec Robert Glasper)      | 6:18  |
| 4.  | Colonial Fire                                | 3:57  |
| 5.  | Coming to Life (avec Lalah Hathaway)         | 4:10  |
| 6.  | Geriment                                     | 2:20  |
| 7.  | I Am Telling You                             | 4:37  |
| 8.  | The Ways You Got the Love (avec Andrew Bird) | 5:19  |
| 9.  | I Do                                         | 2:44  |
| 10. | Double Jointed Crayon                        | 4:14  |

Un second disque, Undevelopped, contient des morceaux enregistrés pendant des séances d'entrainement précédent Exposure :
Toutes les chansons sont écrites et composées par Esperanza Spalding.
| No  | Titre           | Durée |
| --- | --------------- | ----- |
| 1.  | Helluva         | 3:14  |
| 2.  | Tangerine       | 3:53  |
| 3.  | World Jungle    | 3:57  |
| 4.  | Chelsea Mercy   | 4:29  |
| 5.  | Work of Art     | 2:08  |
| 6.  | Winning Machine | 5:36  |
| 7.  | Trouble         | 3:45  |
| 8.  | 4th Grade       | 5:14  |
| 9.  | Whisper         | 2:02  |
| 10. | Fittest         | 2:44  |

## Musiciens
- Esperanza Spalding : chant, contrebasse, basse électrique, kalimba
- Matthew Stevens : guitare
- Justin Tyson : batterie
- Rob Schwimmer : continuum
- Tivona Miller, Starr Busby : chant